# Апостолова къща
Апостоловата къща (на македонска литературна норма: Апостолова куќа) е възрожденска къща в град Щип, Северна Македония.
Къщата е разположена на улица „Никола Карев“ № 36 в Ново село. Роден дом на комунистическия партизанин Михайло Апостолски, къщата е обявена за значимо културно наследство на Северна Македония.